# Mariana Simionescu
Pour les articles homonymes, voir Simionescu.
Mariana Simionescu (née le 27 novembre 1956 à Târgu Neamț) est une joueuse de tennis roumaine.
Professionnelle dans la seconde moitié des années 1970, elle était alors, avec Florenta Mihai et Virginia Ruzici, l'une des toutes meilleures joueuses de son pays.
En 1980, elle se marie à Björn Borg dont elle divorce en 1984.

## Palmarès

### Titre en simple dames
| No | Date       | Nom et lieu du tournoi      | Catégorie | Dotation | Surface    | Finaliste      | Score    |          |
| -- | ---------- | --------------------------- | --------- | -------- | ---------- | -------------- | -------- | -------- |
| 1  | 20-10-1980 | Hit-Union Japan Open, Tokyo |           | 50 000 $ | Dur (ext.) | Nerida Gregory | 6-4, 6-4 | Parcours |

### Finale en simple dames
| No | Date       | Nom et lieu du tournoi         | Catégorie | Surface      | Vainqueure      | Score    |          |
| -- | ---------- | ------------------------------ | --------- | ------------ | --------------- | -------- | -------- |
| 1  | 18-08-1975 | Tennis Week Open, South Orange |           | Terre (ext.) | Virginia Ruzici | 6-1, 6-1 | Parcours |

### Titre en double dames
| No | Date       | Nom et lieu du tournoi                        | Catégorie | Dotation | Surface | Partenaire  | Finalistes                     | Score         |          |
| -- | ---------- | --------------------------------------------- | --------- | -------- | ------- | ----------- | ------------------------------ | ------------- | -------- |
| 1  | 27-02-1978 | Avon Futures of South Florida Fort Lauderdale | Futures   | 20 000 $ | NC      | Lesley Hunt | Diane Desfor Barbara Hallquist | 1-6, 7-6, 6-3 | Parcours |

### Finales en double dames
| No | Date       | Nom et lieu du tournoi  | Catégorie | Dotation | Surface         | Vainqueures                 | Partenaire      | Score    |          |
| -- | ---------- | ----------------------- | --------- | -------- | --------------- | --------------------------- | --------------- | -------- | -------- |
| 1  | 14-11-1973 | Dewar Cup Final Londres | Dewar Cup | NC       | Moquette (int.) | Lesley Charles Glynis Coles | Virginia Ruzici | 6-3, 7-5 | Parcours |
| 2  | 23-05-1976 | Italian Open Rome       |           | 30 000 $ | Terre (ext.)    | Linky Boshoff Ilana Kloss   | Virginia Ruzici | 6-1, 6-2 |          |

## Parcours en Grand Chelem

### En simple dames
| Année | Open d'Australie (janvier) | Open d'Australie (janvier) | Internationaux de France | Internationaux de France | Wimbledon       | Wimbledon      | US Open         | US Open          | Open d'Australie (décembre) | Open d'Australie (décembre) |
| ----- | -------------------------- | -------------------------- | ------------------------ | ------------------------ | --------------- | -------------- | --------------- | ---------------- | --------------------------- | --------------------------- |
| 1973  | -                          | -                          | 1er tour (1/32)          | Odile de Roubin          | 1er tour (1/64) | Vicky Berner   | -               | -                | n/a                         | n/a                         |
| 1974  | -                          | -                          | 2e tour (1/16)           | E. Weisenberger          | 2e tour (1/32)  | Françoise Dürr | 2e tour (1/16)  | Dianne Fromholtz | n/a                         | n/a                         |
| 1975  | -                          | -                          | 1er tour (1/32)          | Donna Ganz               | 1er tour (1/64) | Françoise Dürr | -               | -                | n/a                         | n/a                         |
| 1976  | -                          | -                          | 3e tour (1/8)            | Sue Barker               | 1er tour (1/64) | Winnie Shaw    | 2e tour (1/32)  | Ruta Gerulaitis  | n/a                         | n/a                         |
| 1977  | -                          | -                          | -                        | -                        | 4e tour (1/8)   | Virginia Wade  | -               | -                | -                           | -                           |
| 1978  | n/a                        | n/a                        | 3e tour (1/8)            | Regina Maršíková         | 2e tour (1/32)  | Kerry Reid     | 1er tour (1/64) | Jeanne Duvall    | -                           | -                           |
| 1979  | n/a                        | n/a                        | 1er tour (1/32)          | Hana Mandlíková          | 2e tour (1/32)  | Rayni Fox      | -               | -                | -                           | -                           |
| 1980  | n/a                        | n/a                        | 2e tour (1/16)           | Mima Jaušovec            | -               | -              | 1er tour (1/64) | Lindsay Morse    | -                           | -                           |

À droite du résultat, l’ultime adversaire.

### En double dames
| Année | Open d'Australie (janvier) | Open d'Australie (janvier) | Internationaux de France    | Internationaux de France   | Wimbledon                 | Wimbledon                  | US Open                       | US Open                  | Open d'Australie (décembre) | Open d'Australie (décembre) |
| ----- | -------------------------- | -------------------------- | --------------------------- | -------------------------- | ------------------------- | -------------------------- | ----------------------------- | ------------------------ | --------------------------- | --------------------------- |
| 1973  | -                          | -                          | 2e tour (1/8) Rosie Darmon  | Navrátilová R. Tomanová    | 1er tour (1/32) V. Ruzici | Kerry Harris K. Melville   | -                             | -                        | n/a                         | n/a                         |
| 1974  | -                          | -                          | 2e tour (1/8) V. Ruzici     | Navrátilová R. Tomanová    | 1er tour (1/32) V. Ruzici | Jeanne Evert Linda Mottram | 2e tour (1/8) V. Ruzici       | Rosie Casals B. J. King  | n/a                         | n/a                         |
| 1975  | -                          | -                          | 2e tour (1/8) V. Ruzici     | Chris Evert Navrátilová    | 1er tour (1/32) B. Jordan | Laura duPont W. Turnbull   | -                             | -                        | n/a                         | n/a                         |
| 1976  | -                          | -                          | 2e tour (1/8) Helen Anliot  | R. Maršíková R. Tomanová   | 2e tour (1/16) V. Ruzici  | Rosie Casals F. Dürr       | 1er tour (1/32) I. Löfdahl    | D. Fromholtz B. Nagelsen | n/a                         | n/a                         |
| 1977  | -                          | -                          | -                           | -                          | -                         | -                          | 1er tour (1/32) Jeanne Evert  | C. Sieler W. Turnbull    | -                           | -                           |
| 1978  | n/a                        | n/a                        | 1er tour (1/16) Lesley Hunt | M. Blackwood P. Teeguarden | -                         | -                          | -                             | -                        | -                           | -                           |
| 1979  | n/a                        | n/a                        | 1er tour (1/16) A. Nasuelli | P. Bostrom M. Redondo      | 2e tour (1/16) Elly Appel | Betty Stöve W. Turnbull    | 1er tour (1/32) R. Gerulaitis | A. Moulton M. L. Piatek  | -                           | -                           |

Sous le résultat, la partenaire ; à droite, l’ultime équipe adverse.

### En double mixte
| Année | Open d'Australie | Open d'Australie | Internationaux de France   | Internationaux de France    | Wimbledon                    | Wimbledon                 | US Open                      | US Open                     |
| ----- | ---------------- | ---------------- | -------------------------- | --------------------------- | ---------------------------- | ------------------------- | ---------------------------- | --------------------------- |
| 1973  | n/a              | n/a              | -                          | -                           | 1er tour (1/64) S. Likhachev | Monica Giorgi T. Nowicki  | -                            | -                           |
| 1974  | n/a              | n/a              | -                          | -                           | -                            | -                         | 1er tour (1/16) T. Kakulia   | P. Teeguarden Geoff Masters |
| 1975  | n/a              | n/a              | 1/4 de finale A. Volkov    | F. Bonicelli Thomaz Koch    | -                            | -                         | 1er tour (1/16) Ricardo Cano | F. Dürr Ross Case           |
| 1976  | n/a              | n/a              | 2e tour (1/8) Jorge Andrew | Gail Sherriff Patrice Beust | 1er tour (1/32) John Lloyd   | Joyce Barclay David Lloyd | -                            | -                           |

Sous le résultat, le partenaire ; à droite, l’ultime équipe adverse.

## Parcours en Coupe de la Fédération
| #                                                                               | Date       | Lieu            | Surface      | Gagnante(s)                        | Perdante(s)                         | Score         |          |
|                                                                                 |            |                 |              |                                    |                                     |               |          |
| 1973 - 1er tour (groupe mondial) - Roumanie - Brésil - 3 : 0                    |            |                 |              |                                    |                                     |               |          |
| 1                                                                               | 01/05/1973 | Bad Homburg     | Terre (ext.) | Judith Gohn Mariana Simionescu     | Suzana Petersen Andrea Menezes      | 6-1, 6-2      | Parcours |
|                                                                                 |            |                 |              |                                    |                                     |               |          |
| 1973 - 2e tour (groupe mondial) - Suède - Roumanie - 1 : 2                      |            |                 |              |                                    |                                     |               |          |
| 2                                                                               | 03/05/1973 | Bad Homburg     | Terre (ext.) | Judith Gohn Mariana Simionescu     | Ingrid Löfdahl Mimi Wikstedt        | 6-4, 2-6, 7-5 | Parcours |
|                                                                                 |            |                 |              |                                    |                                     |               |          |
| 1973 - 1/4 de finale (groupe mondial) - Roumanie - Grande-Bretagne - 2 : 1      |            |                 |              |                                    |                                     |               |          |
| 3                                                                               | 04/05/1973 | Bad Homburg     | Terre (ext.) | Mariana Simionescu                 | Joyce Barclay                       | 6-3, 6-8, 6-3 | Parcours |
|                                                                                 |            |                 |              |                                    |                                     |               |          |
| 1973 - 1/2 finale (groupe mondial) - Afrique du Sud - Roumanie - 2 : 1          |            |                 |              |                                    |                                     |               |          |
| 4                                                                               | 05/05/1973 | Bad Homburg     | Terre (ext.) | Brenda Kirk Pat Pretorius          | Judith Gohn Mariana Simionescu      | 6-2, 4-6, 6-3 | Parcours |
|                                                                                 |            |                 |              |                                    |                                     |               |          |
| 1974 - 1er tour (groupe mondial) - Roumanie - Argentine - 2 : 1                 |            |                 |              |                                    |                                     |               |          |
| 5                                                                               | 13/05/1974 | Naples          | Terre (ext.) | Mariana Simionescu                 | Beatriz Araujo                      | 6-1, 6-3      | Parcours |
| 5                                                                               | 13/05/1974 | Naples          | Terre (ext.) | Virginia Ruzici Mariana Simionescu | Raquel Giscafré Elvira Weisenberger | 6-2, 3-6, 6-2 | Parcours |
|                                                                                 |            |                 |              |                                    |                                     |               |          |
| 1974 - 2e tour (groupe mondial) - Roumanie - Suède - 2 : 1                      |            |                 |              |                                    |                                     |               |          |
| 6                                                                               | 13/05/1974 | Naples          | Terre (ext.) | Mariana Simionescu                 | Margareta Forsgardh                 | 7-5, 4-6, 6-3 | Parcours |
| 6                                                                               | 13/05/1974 | Naples          | Terre (ext.) | Virginia Ruzici Mariana Simionescu | Christina Sandberg Mimi Wikstedt    | 7-5, 6-4      | Parcours |
|                                                                                 |            |                 |              |                                    |                                     |               |          |
| 1974 - 1/4 de finale (groupe mondial) - Allemagne de l'Ouest - Roumanie - 3 : 0 |            |                 |              |                                    |                                     |               |          |
| 7                                                                               | 13/05/1974 | Naples          | Terre (ext.) | Helga Schultze                     | Mariana Simionescu                  | 6-3, 6-3      | Parcours |
|                                                                                 |            |                 |              |                                    |                                     |               |          |
| 1975 - 1er tour (groupe mondial) - Luxembourg - Roumanie - 0 : 3                |            |                 |              |                                    |                                     |               |          |
| 8                                                                               | 05/05/1975 | Aix-en-Provence | Terre (ext.) | Mariana Simionescu                 | Flore Wagner                        | 6-3, 6-4      | Parcours |
| 8                                                                               | 05/05/1975 | Aix-en-Provence | Terre (ext.) | Virginia Ruzici Mariana Simionescu | Flore Wagner Simone Wolter          | 6-1, 8-6      | Parcours |
|                                                                                 |            |                 |              |                                    |                                     |               |          |
| 1975 - 2e tour (groupe mondial) - Italie - Roumanie - 2 : 1                     |            |                 |              |                                    |                                     |               |          |
| 9                                                                               | 05/05/1975 | Aix-en-Provence | Terre (ext.) | Rosalba Vido                       | Mariana Simionescu                  | 6-2, 4-6, 6-4 | Parcours |
| 9                                                                               | 05/05/1975 | Aix-en-Provence | Terre (ext.) | Virginia Ruzici Mariana Simionescu | Lucia Bassi Manuela Zoni            | 6-4, 6-3      | Parcours |
|                                                                                 |            |                 |              |                                    |                                     |               |          |
| 1978 - 1er tour (groupe mondial) - Roumanie - Italie - 2 : 1                    |            |                 |              |                                    |                                     |               |          |
| 10                                                                              | 27/11/1978 | Melbourne       |              | Virginia Ruzici Mariana Simionescu | Daniela Marzano Sabina Simmonds     | 6-4, 6-2      | Parcours |
|                                                                                 |            |                 |              |                                    |                                     |               |          |
| 1978 - 2e tour (groupe mondial) - Roumanie - Suisse - 2 : 1                     |            |                 |              |                                    |                                     |               |          |
| 11                                                                              | 27/11/1978 | Melbourne       |              | Virginia Ruzici Mariana Simionescu | Petra Delhees Monica Simmen         | 8-6, 6-2      | Parcours |
|                                                                                 |            |                 |              |                                    |                                     |               |          |
| 1978 - 1/4 de finale (groupe mondial) - URSS - Roumanie - 3 : 0                 |            |                 |              |                                    |                                     |               |          |
| 12                                                                              | 27/11/1978 | Melbourne       |              | Natasha Chmyreva Elena Eliseenko   | Lucia Romanov Mariana Simionescu    | 6-1, 6-4      | Parcours |
|                                                                                 |            |                 |              |                                    |                                     |               |          |
| 1979 - 1er tour (groupe mondial) - Roumanie - Mexique - 2 : 1                   |            |                 |              |                                    |                                     |               |          |
| 13                                                                              | 30/04/1979 | Madrid          | Terre (ext.) | Mariana Simionescu                 | Alejandra Vallejo                   | 6-3, 8-6      | Parcours |
|                                                                                 |            |                 |              |                                    |                                     |               |          |
| 1979 - 2e tour (groupe mondial) - Roumanie - Suisse - 1 : 2                     |            |                 |              |                                    |                                     |               |          |
| 14                                                                              | 30/04/1979 | Madrid          | Terre (ext.) | Petra Delhees                      | Mariana Simionescu                  | 9-7, 9-7      | Parcours |
| 14                                                                              | 30/04/1979 | Madrid          | Terre (ext.) | Petra Delhees C. Jolissaint        | Lucia Romanov Mariana Simionescu    | 6-4, 6-2      | Parcours |

## Cinéma
Elle est incarnée par Tuva Novotny dans le film Borg McEnroe (2017) de Janus Metz Pedersen.